# Турица (Грчка)
Турица или Троица (грч. Τριάδα, Тријада) је насељено место у општини Доња Џумаја у периферији Средишња Македонија, Грчка. Према попису из 2021. године било је 188 становника.
Према бугарском географу и историчару, Василу Канчову, у Турици је 1900. године живело 300 Словена хришћана. Током Другог балканског и Првог светског рата село је настрадало и део мештана је избегао, тако је после рата остало 162 житеља. Од 1923. до 1924. године неколико словенских породица је принудно исељено у Бугарску а на њихово место је насељено 99 грчких избегличких породица, укупно 350 особа. На попису из 1928. године Турица је имала 435 становника, од чега су Грци били већина.